# Das Siegesfest
Das Siegesfest ist ein 13-strophiges Gedicht, das im Mai 1803 von Friedrich von Schiller geschrieben und alsbald veröffentlicht worden ist. Der Absicht des damals 44-Jährigen nach war es als ein „Tafellied“ gedacht, also als ein gedankenvolles Gesellschaftslied für eine gebildete Männerrunde. Sein Thema, aus dem ältesten europäischen Epos, aus der Ilias des Homer stammend, ist entsprechend ernst: die Schalheit (Hohlheit, Hinfälligkeit) kriegerischer Siege.

## Zum Inhalt
Diese tut Schiller an einem fiktiven Siegesfest dar, das die nach dem  Trojanischen Krieg siegreich mit ihrer Flotte heimfahrenden Griechen feiern, nachdem sie endlich, nach zehnjähriger Belagerung, die mächtige Stadt Troja erobert, verbrannt und geplündert haben, die Männer erschlagen und die Frauen versklavt:
Priams Feste war gesunken,
Troja lag in Schutt und Staub,
Und die Griechen, siegestrunken,
Reich beladen mit dem Raub,
Saßen auf den hohen Schiffen,
Längs des Hellespontos Strand,
Auf der frohen Fahrt begriffen
Nach dem schönen Griechenland.
Stimmet an die frohen Lieder!
Denn dem väterlichen Herd
Sind die Schiffe zugekehrt,
Und zur Heimath geht es wieder.
Und in langen Reihen, klagend
Saß der Trojerinnen Schaar,
Schmerzvoll an die Brüste schlagend,
Bleich, mit aufgelöstem Haar;
In das wilde Fest der Freuden
Mischten sie den Wehgesang,
Weinend um das eigne Leiden
In des Reiches Untergang.
Lebe wohl, geliebter Boden!
Von der süßen Heimath fern
Folgen wir dem fremden Herrn.
Ach, wie glücklich sind die Todten!
An dieses Versmaß hält sich jede Strophe, zunächst wird immer acht Zeilen lang (in weiblichen, dann männlichen Kreuzreimen) ein Schicksalsaspekt angesprochen, dann folgen, davon abgesetzt, vier résumierende Zeilen in umarmenden Reimen. Man kann den einzelnen oft ergreifenden Strophen jeweils ein besonderes Motiv zuordnen: Die Wenigsten kehren überhaupt zurück, – Viele sind daheim nicht mehr willkommen. – Wer verloren hat, erntet auch nur, was er gesät hat. – Die Besten sind geblieben, – und nicht selten haben sie sich selbst ums Leben gebracht. – Bleiben wird keinem das Leben, allenfalls der große Name, – und dem, der die Seinen beschirmen wollte, einzig diese Ehre. – Bei den grässlichen Erinnerungen hilft nur der Wein – und das gezielte Vergessen.
Die Lehre der Schlussstrophe wird der gefangenen trojanischen Seherin Kassandra in den Mund gelegt, auf der – wie Schillers Leser oder Sänger von 1804 sehr wohl wussten – der Fluch lag, stets alles richtig vorauszusehen, ohne dass ihr aber je einer glauben werde.
Und von ihrem Gott ergriffen,
Hub sich jetzt die Seherin,
Blickte von den hohen Schiffen
Nach dem Rauch der Heimath hin:
Rauch ist alles ird’sche Wesen;
Wie des Dampfes Säule weht,
Schwinden alle Erdengrößen,
Nur die Götter bleiben stät.
Um das Roß des Reiters schweben,
Um das Schiff die Sorgen her;
Morgen können wir’s nicht mehr,
Darum laßt uns heute leben!
Schiller lässt es Kassandra sagen, und damit: Keiner wird dies beherzigen.

## Zur Rezeption
Nach der großen deutschen Tradition des evangelischen Kirchenliedes im 16./17. Jahrhundert, das vielen Empfindungen Stimme gegeben hatte, war seit der Aufklärung das weltliche Besinnungslied eine gern akzeptierte Form, etwa bei den Freimaurer- und Studentenliedern. Einen großen Hallraum gaben diesem Gedicht nicht nur Schillers Wortgewalt, sein damals auf dem Höhepunkt stehender Ruhm und sein baldiger Tod (1805), sondern auch die kriegerische Zeit. Der Sieger dieser Jahre war Napoleon, nach dem Triumph von Marengo hatte er 1802 für Frankreich auch den 2. Koalitionskrieg mit einem Siegfrieden beendet – aber mehr und mehr Kriege sollten folgen.
Mit dem aufkommenden deutschen Chauvinismus und Imperialismus im späten 19. Jahrhundert war der pazifistische Impuls des Gedichtes nicht vereinbar; so trat seine Botschaft zurück; nach schweren Niederlagen wurde es allerdings wieder gelesen.

## Quelle
- Georg Kurscheidt (Hrsg.): Schiller. Werke und Briefe in zwölf Bänden. Band 1: Gedichte. Deutscher Klassiker Verlag, Frankfurt am Main 1992, ISBN 3-618-61210-9, S. 343–347